# Koen De Cauter
Koen De Cauter (* 22. November 1950 in Roeselare) ist ein belgischer Jazzmusiker (Gitarre, Sopransaxophon, Komposition), der vor allem Gypsy-Jazz spielt und als Sänger ein bekannter Interpret der Chansons von Georges Brassens ist.

## Leben und Wirken
De Cauter ist der Sohn eines Gastronomen, in dessen Klokkeput in Sint-Martens-Latem Manouches auftreten konnten; so lernte De Cauter bereits 1965 den gleichaltrigen Fapy Lafertin kennen, mit dem er sich befreundete. Als Musiker Autodidakt schloss er sich wie Lafertin später Piotto Limbergers Gruppe de Piottos an, in der sie ihre Lehrjahre verbrachten. 1975 gründeten die beiden mit Jeff C. Wickle (Rhythmusgitarre) und Michael Verstraeten (Bass) das Waso Quartett (benannt nach dem kleinen Sohn von De Cauter), um die Musik von Django Reinhardt zu spielen. Im selben Jahr entstand das Debütalbum der Gruppe, dem mit Vivi Limberger als Rhythmusgitarrist vier weitere Alben folgten; dann holte De Cauter Tcha Limberger in die Gruppe, mit dem er auch im Duo Romanes auftrat (Album 1996).
Mit seinen Söhnen Waso De Cauter (Gitarre), Dajo De Cauter (Bass)  sowie Myrddin De Cauter (Klarinette) und seiner Tochter Vigdis De Cauter (Klavier) tritt er auch im De Cauter Quintet auf.

## Diskographische Hinweise
- Pays Tribute to the Music of Georges Brassens, Audiophile Records 1999
- Koen De Cauter / Orange Kellin: A Little Corner of Paradise, GHB Records 2000
- Koen de Cauter & Patrick Saussois Trio: Un p’tit coin d’paradis...: Des chansons et musiques de Georges Brassens, Djaz Records 2004
- Koen De Cauter, Fapy Lafertin, Patrick Saussois, Joop Ayal, Tcha Limberger, Waso De Cauter, Dajo De Cauter DjanGo! A Tribute to Django Reinhardt – Live at the AB, De Werf 2004
- Koen De Cauter, Fapy Lafertin & Group Django!! A Tribute, De Werf 2010[4]
- Pour un petit bonheur posthume (Hommage à Georges Brassens), Spocus Records, 2011
- Evan Christopher, Koen De Cauter, David Paquette: New Orleans Rendezvous, GHB Records 2015

Mit Waso
- Live at Gringo’s, Dwarf Records 1976
- Live in Laren, Polydor 1980
- Round About Midnight, Cirkel Production 1987
- Si jamais tu t’ennuies, Waste Productions 1991
- La Ronde des Jurons, MAP Records 1995
- Ombre et lumière, Munich Records 2004